# Miguel Ángel Cuello
Miguel Ángel Cuello (* 30. März 1946 in Elortondo, Provinz Santa Fe, Argentinien; † 14. September 1999) war ein argentinischer Boxer im Halbschwergewicht.
Ramírez nahm 1972 an den Olympischen Spielen in München teil und schied im Halbfinale aus.
Seinen ersten Profikampf bestritt Ramírez 1973. Am 21. Mai 1977 trat er gegen Jesse Burnett um den vakanten Weltmeistertitel des WBC an und gewann durch technischen K. o. in Runde 9 in einem auf 15 Runden angesetzten Kampf. 
Diesen Gürtel verlor er allerdings bereits in seiner ersten Titelverteidigung im Januar des darauffolgenden Jahres an Mate Parlov durch klassischen Knockout in der 9. Runde.
Nach dieser Niederlage beendete Miguel Angel Cuello seine Karriere.